# Саранск
Саранск (рус. Сара́нск) град је у Русији и главни град Републике Мордовије. Налази се у басену реке Волге и на ушћу река Саранка и Инсар. Према попису становништва из 2010. у граду је живело 297.425 становника. Град је основан 1641. године.

## Географија
Површина града износи 71,6 km².

## Становништво
Према прелиминарним подацима са пописа, у граду је 2010. живело 297.425 становника, 7.441 (2,44%) мање него 2002.
| 1939.  | 1959.  | 1970.   | 1979.   | 1989.   | 2002.   | 2010.   |
| ------ | ------ | ------- | ------- | ------- | ------- | ------- |
| 40.894 | 91.034 | 190.575 | 263.337 | 312.128 | 304.866 | 297.415 |

## Партнерски градови
- Ботевград
- Гожов Вјелкополски
- Сјерадз